# Richard Day
Richard Day (Victoria, 9 de maio de 1896 — Los Angeles, 23 de maio de 1972) é um diretor de arte canadense. Venceu o Oscar de melhor direção de arte em sete ocasiões: por The Dark Angel, Dodsworth, How Green Was My Valley, My Gal Sal, This Above All, A Streetcar Named Desire e On the Waterfront.